# Murray Hill (Kentucky)
Murray Hill – miasto w Stanach Zjednoczonych, w stanie Kentucky, w hrabstwie Jefferson.